# Gabo Montiel
Gabriel Montiel Gutiérrez (Durango; 23 de septiembre de 1989), también conocido simplemente como Gabo Montiel, o por sus seudónimos Werevertumorro y Gaborever, es un youtuber mexicano cuyo canal consiste principalmente en vlogs y gameplay. También es un exfutbolista que jugó como mediocampista defensivo para Murciélagos en la Liga Premier de Ascenso (tercer nivel del fútbol en México).
Actualmente forma parte del proyecto llamado Americas Kings League, dirigido por Miguel Layun, donde es presidente del equipo Peluche Caligari.

## Primeros años y carrera futbolística
Montiel nació en Huehuetoca, Estado de México, el 23 de septiembre de 1989. A los 16 años, comenzó su carrera futbolística jugando para el Águilas de Teotihuacán, equipo filial del Arcesvids, en la Liga Premier de Ascenso. Debutó en el Apertura 2007 y marcó su primer gol en septiembre del mismo año. Posteriormente, jugó en el Murciélago FC antes de retirarse del fútbol para dedicarse por completo a su carrera como youtuber. 

## Carrera en YouTube
Montiel inició su canal de YouTube Werevertumorro en 2007, publicando inicialmente vlogs y sketches cómicos. Su contenido se hizo popular rápidamente, convirtiéndolo en uno de los primeros youtubers mexicanos en alcanzar el millón de suscriptores. A lo largo de su carrera, ha diversificado su contenido, incluyendo gameplays, challenges, entrevistas y colaboraciones con otros youtubers.

## Otros proyectos
Ha participado en películas como “Enchufe.tv” (2011) y “Muy fuera de lugar con Werevertumorro" (2021).
Además de su actividad en YouTube, Montiel ha incursionado en otros ámbitos. Ha participado en películas y series de televisión, ha publicado libros como  “La Guía del Ligue” y ha creado una línea de ropa. También es cofundador de la Kings League Américas, una liga de fútbol 7 con la participación de otros creadores de contenido y figuras públicas. 

## Kings League Américas
También es cofundador de la Kings League Américas, una liga de fútbol 7 con la participación de otros creadores de contenido y figuras públicas. Desde principios de este año forma parte del proyecto Américas Kings League, basada en la Kings League de Gerard Piqué, y en donde es presidente de uno de los equipos participantes, llamado Peluche Caligari junto a su hermano Escorpión Dorado. En dicha liga, compite contra otros creadores de contenido y famosos, como Germán Garmendia, Arcangel,Chicharito o James Rodríguez, con el fin de quedar campeones de dicha competición.

## Carrera en clubes

### Águilas de Teotihuacán
Montiel comenzó su carrera a los 16 años jugando para el equipo juvenil afiliado a Arcesvids, Águilas de Teotihuacán. Debutó durante la temporada de Apertura de 2007, el 18 de agosto de 2007, en una derrota por 3-0 contra Real Olmec Sport. Anotó su primer gol el 19 de septiembre de 2007, contra Tolcayuca en una victoria por 1-0 para Águilas. Hizo un segundo gol el 10 de octubre de 2007 contra Real Halcones, el partido terminó en un empate 2-2. En total, Montiel jugó 12 partidos y anotó 2 goles para Águilas de Teotihuacán.

### Murciélagos
El 7 de agosto de 2014, Montiel anunció en Twitter que se unía a Murciélagos para la temporada de Apertura 2014, junto a su compañero Israel Rivera, quien también forma parte de Werevertumorro Crew. Gabriel solo jugó durante 5 minutos en el partido contra la Universidad Autónoma de Zacatecas, el resultado final fue 1-1.

### Estadísticas de carrera

#### Club
| Club             | Temporada        | Liga                    | Liga     | Liga  | Copa     | Copa  | Continental | Continental | Otro     | Otro  | Total    | Total |
| Club             | Temporada        | División                | Partidos | Goles | Partidos | Goles | Partidos    | Goles       | Partidos | Goles | Partidos | Goles |
| ---------------- | ---------------- | ----------------------- | -------- | ----- | -------- | ----- | ----------- | ----------- | -------- | ----- | -------- | ----- |
| Murciélagos      | 2014–15          | Liga Premier de Ascenso | 1        | 0     | –        | –     | –           | –           | –        | –     | 1        | 0     |
| Total en carrera | Total en carrera | Total en carrera        | 1        | 0     | 0        | 0     | 0           | 0           | 0        | 0     | 1        | 0     |

## Controversias
Ha sido criticado por algunos de sus comentarios en redes sociales, considerados como ofensivos o inapropiados. Ha estado envuelto en algunos escándalos, como la filtración de un video íntimo en 2015 o simular una violación en la red social TikTok.